# سينثيا كوفمان
سينثيا كوفمان (بالإنجليزية: Cynthia Coffman) (ؤُلدت في التاسع عشر من يناير 1962) سيدة أمريكية كانت مدانة عام 1986فى جريمة قتل لأربعة نساء في كاليفورنيا. كانت مدانة بهذة الجريمة بمساعدة حبيبها، جيمس مارلو. كوفمان اعترفت بجرائمها، لكنها أصرت بأنها كانت تعانى من متلازمة الضرب. تم الحكم عليها بالإعدام وتم تنفيذ الحكم بمجلس وسط كاليفورنيا للمرأة.

## نظرة عامة
ولدت في سانت لويس، ميسوري. بعد أن ترك والدها العائلة، قامت والدتها برعايتها. والدت كوفمان حاولت التخلص منها ومن اخوها في وقت ما. بوصولها لعمر الثامن عشر، كانت كوفمان قد تزوجت واصبحت امآ، ولكن زواجها لم يدم طويلا. حيت انها انتقلت إلى أريزونا مع صديق وتعرفت على مارلو ليس ببعيد من خروجة من السجن. وقد بدأوا استخدام الميثامفيتامين سوياً، وتزوجوا وبدأوا في ارتكاب جرائم العنف.
كوفمان ومارلو تم اتهامهم بقتل اربعه نساء خلال أكتوبر- نوفمبر عام 1986. وتم القبض عليهم في 14 نوفمبر عام 1986, وتبعة اعتراف كوفمان بالجرائم. المحامى الخاص بكوفمان قد قال انها أحبت مارلو ولكنة قام بخيانتها، غسل دماغها وجوعها، لذلك هي لم تحاول الهرب عندما بدأ مارلو بجرأئمة.
المحاكمة والعقوبة الجنائية
تم تقديمهم للمحاكمة في شهر يوليو عام 1989, وفي عام 1990 تم تنفيذ حكم الإعدام. كوفمان كانت ألاولى التي يتم تطبيق عقوبة الإعدام عليها في كالفورنيا منذ إعادة عقوبة الإعدام في هذة الولاية خلال عام 1977. وبمحاكمة كانت عام 1992 إتوُهمت كوفمان بجريمة قتل آخرى، والتي تًلقت عنها عقوبه السجن مدى الحياة